# Receptividad
La receptividad es la facultad de recibir impresiones. Por extensión, también el hecho de estar abierto o dispuesto a recibir nuevas ideas, conceptos o experiencias

## Filosofía
Es una modalidad intermedia entre la pasividad y la actividad puras. Se dice que la inteligencia es receptiva porque aun cuando necesita ser excitada por la representación sensible, aplica, sin embargo, a ella su actividad por transformarle en concepto.

### Formas de la receptividad
En el sistema de Kant, se llaman formas de la receptividad las intuiciones puras a priori del tiempo y el espacio en que se incluyen los elementos suministrados por la experiencia. De esta manera, la sensibilidad es llamada la facultad de la receptividad (a diferencia del entendimiento, que es conocido como la facultad de la espontaneidad) debido a que permite recibir diferentes impresiones, pero ser enmarcadas por las intuiciones puras del tiempo y del espacio.

## Patología
En Medicina se llama receptividad a la predisposición a contraer determinadas enfermedades infecciosas.